# Zuid-Rhodesië op de Olympische Zomerspelen 1960
Zuid-Rhodesië, het tegenwoordige Zimbabwe, nam deel aan de Olympische Zomerspelen 1960 in Rome, Italië. De laatste deelname dateerde uit 1928. Er werden geen medailles gewonnen.

## Deelnemers en resultaten

### Atletiek
- Terry Sullivan
- Cyprian Tseriwa

### Boksen
- James Badrian
- Abe Bekker
- Brian van Niekerk
- Jaggie van Staden

### Schietsport
- Bill Gulliver

### Schoonspringen
- Alexandra Morgenrood

### Zeilen
- Christopher Bevan
- David Butler

### Zwemmen
- Lynette Cooper
- Meg Miners
- Dottie Sutcliffe
- Hillary Wilson

Afghanistan · Argentinië · Australië · Bahama's · België · Bermuda · Birma · Brazilië · Brits-Guiana · Bulgarije · Canada · Ceylon · Chili · Colombia · Cuba · Denemarken · Duits eenheidsteam · Ethiopië · Fiji · Filipijnen · Finland · Frankrijk · Ghana · Griekenland · Groot-Brittannië · Haïti · Hongarije · Hongkong · Ierland · IJsland · India · Indonesië · Irak · Iran · Israël · Italië · Japan · Joegoslavië · Kenia · Libanon · Liberia · Liechtenstein · Luxemburg · Malakka · Malta · Marokko · Mexico · Monaco · Nederland · Nederlandse Antillen · Nieuw-Zeeland · Nigeria · Noorwegen · Oeganda · Oostenrijk · Pakistan · Panama · Peru · Polen · Portugal · Puerto Rico · Roemenië · San Marino · Singapore · Soedan · Sovjet-Unie · Spanje · Suriname · Taiwan · Thailand · Tsjecho-Slowakije · Tunesië · Turkije · Uruguay · Venezuela · Verenigde Arabische Republiek · Verenigde Staten · Vietnam · West-Indische Federatie · Zuid-Afrika · Zuid-Korea · Zuid-Rhodesië · Zweden · Zwitserland